# Орфанитский, Иоанн Алексеевич
Иоа́нн Алексе́евич Орфани́тский (1854 — ~1918) — русский богослов, протоиерей Русской Православной церкви, духовный писатель.
В 1875 году окончил Костромскую духовную семинарию, в 1875 году поступил, а в 1879 году окончил Московскую духовную академию (2-й магистрант XXXIV курса богословского отделения). Преподавал после окончания учёбы в академии в Костромской духовной семинарии. С 1895 года служил священником в церкви Воскресения Словущего в Барашах в Москве. С 1905 года — магистр богословия. 

## Сочинения
- «Историческое изложение догмата об искупительной жертве Господа нашего Иисуса Христа» (Москва, 1904; магистерская диссертация),
- «Пророчество Исайи о страданиях и прославлении раба Иеговы» («Христианское Чтение», 1881), в журнале «Друг Истины» за 1889 г.

Написал ряд статей под заглавием «Замечания на ответы старообрядца Оленина по вопросу о перстосложении для крестного знамени», печатался в журнале «Вера и Церковь».